# Pendoppo

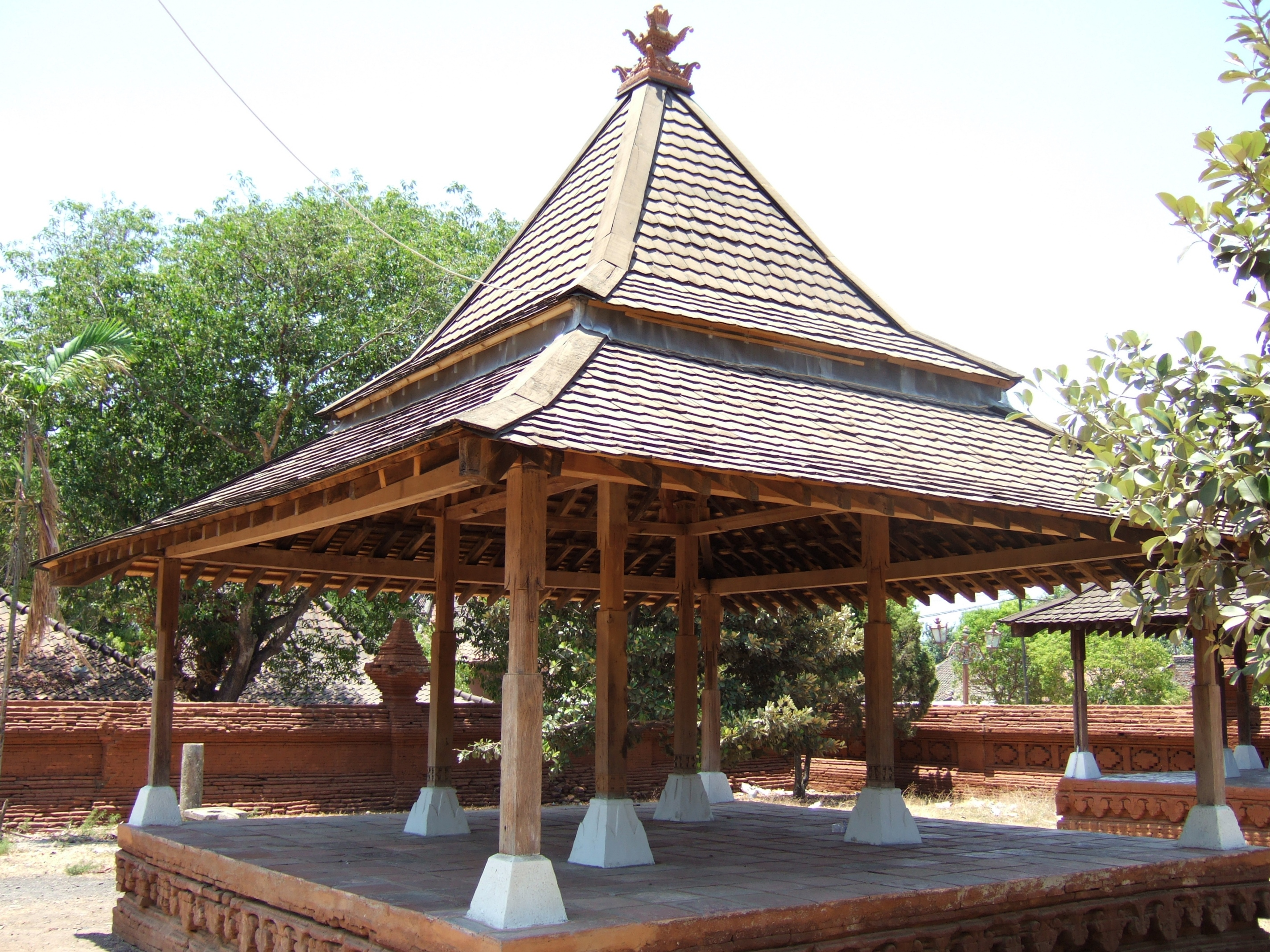
Pendoppo in Kraton Kasepuhan, Cirebon

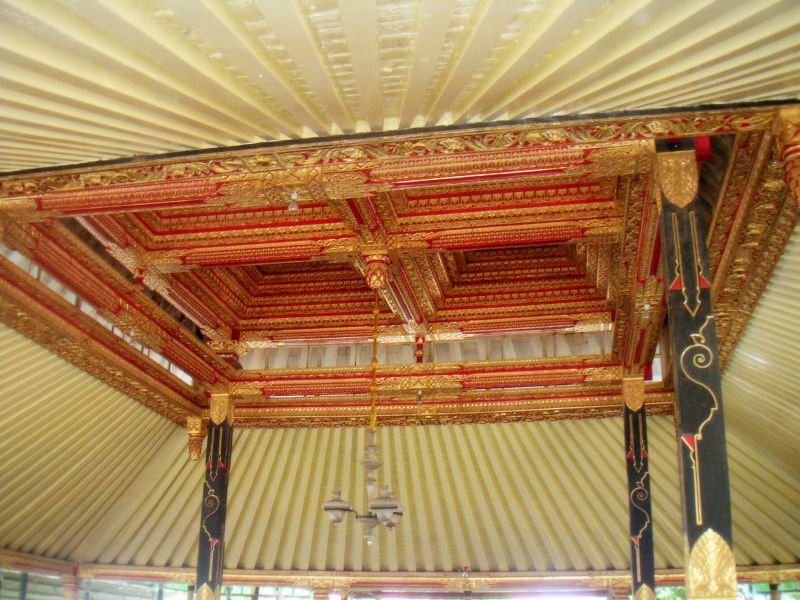
Tumpangan plafond in een pendoppo

Een pendoppo (ook pendopo of pendapa) is een rechthoekige of vierkante open hal of gaanderij aan de voorzijde van voorname inlandse huizen op het eiland Java. De stijl van huizen met een dergelijke pendoppo is ook in huizen van Europeanen nagevolgd. De term wordt ook gebruikt voor open paviljoens, zoals theehuizen in een park of tuin. Het woord pendoppo is een variant op het Sanskriete woord mandapa ('hal'). 
De pendoppo geeft beschutting tegen zon en regen en heeft de functie van een dak.
De Nederlandse schrijver Multatuli beschrijft in zijn boek Max Havelaar de pendoppo als een  breedgerande hoed, een paraplu of holle boom.

## Geschiedenis
De oudste afbeeldingen stammen uit oude Javaanse bronnen op reliëfs in de Borobudurtempel. Hierop is een getrapte dakconstructie te zien. De oudste pendoppo's werden toegepast in officiële gebouwen zoals rechtbanken, tempels, paleizen en plekken waar openbare optredens van vorsten en ministers plaatsvonden. Er zijn in het Ratu Boko-complex van Prambanan restanten uit de 9e eeuw gevonden van een vierkante stenen fundering, waarop een houten pendoppo heeft gestaan. Gelijkaardige structuren zijn gevonden in de 14e eeuw in Trowulan, waar vierkante bakstenen funderingen met gaten voor houten palen suggereren dat ook daar ooit pendoppo's stonden. Andere vindplaatsen zijn gelegen in het Kratonpaleis Kasepuhan in Cirebon (16e eeuw), en in Kota Gede te Jogjakarta (17e eeuw). Dit bewijsmateriaal suggereert dat het ontwerp gedurende meer dan een millennium niet wezenlijk is veranderd. Er bestaan naast puur houten constructies ook pendoppo's waarin metselwerk is verwerkt.